# Sede (district de Santa Maria)
Sede est l'un des dix districts dans lesquels se divise la ville brésilienne de Santa Maria, dans l'État du Rio Grande do Sul.

## Limites
| Sede São Valentim Pains Arroio Grande Arroio do Só Passo do Verde Boca do Monte Palma Santa Flora Santo Antão |

Limitée aux districts de Arroio Grande, Boca do Monte, Pains, Palma, Santo Antão, São Valentim, et, la municipalité de Itaara.

## Quartiers
Le district est divisé en quartiers suivants:
1. Agroindustrial
2. Boi Morto
3. Bonfim
4. Camobi
5. Campestre do Menino Deus
6. Carolina
7. Caturrita
8. Centro
9. Cerrito
10. Chácara das Flores
11. Diácono João Luiz Pozzobon
12. Divina Providência
13. Dom Antônio Reis
14. Duque de Caxias
15. Itararé
16. Juscelino Kubitschek
17. Km 3
18. Lorenzi
19. Menino Jesus
20. Noal
21. Nonoai
22. Nossa Senhora das Dores
23. Nossa Senhora de Fátima
24. Nossa Senhora de Lourdes
25. Nossa Senhora do Perpétuo Socorro
26. Nossa Senhora do Rosário
27. Nossa Senhora Medianeira
28. Nova Santa Marta
29. Passo d'Areia
30. Patronato
31. Pé de Plátano
32. Pinheiro Machado
33. Presidente João Goulart
34. Renascença
35. Salgado Filho
36. São João
37. São José
38. Tancredo Neves
39. Tomazetti
40. Uglione
41. Urlândia